# Lijst van rijksmonumenten in de Kalverstraat
Een overzicht van de 67 rijksmonumenten in de Kalverstraat in Amsterdam.
| Object | Oorspronkelijke functie? | Bouwjaar                                       | Architect                  | Locatie            | Coördinaten?                  | Nr.?   | Afbeelding |
| --- | ------------------------ | ---------------------------------------------- | -------------------------- | ------------------ | ----------------------------- | ------ | --- |
| Sociëteitsgebouw met gepleisterde gevel op hardstenen pui en onder rechte lijst met consoles, met twee balkons en vensteromlijstingen                                                    | Werk-woonhuis            | laatste helft 19e eeuw                         |                            | Kalverstraat 27    | 52° 22' 18" NB, 4° 53' 32" OL | 2120   | Meer afbeeldingen |
| Pand met gevel onder rechte lijst | Gebouw                   | eerste helft 19e eeuw                          |                            | Kalverstraat 35    | 52° 22' 18" NB, 4° 53' 32" OL | 2121   | Meer afbeeldingen |
| Pand met gevel onder rijk gebeeldhouwde, gelobde zandstenen bekroning | Gebouw                   | tweede kwart 18e eeuw                          |                            | Kalverstraat 107   | 52° 22' 11" NB, 4° 53' 29" OL | 2123   | Meer afbeeldingen |
| Pand met gevel onder gesneden rechte lijst | Gebouw                   | ca. 1800                                       |                            | Kalverstraat 115   | 52° 22' 10" NB, 4° 53' 28" OL | 2124   | Meer afbeeldingen |
| Pand met gevel onder lijst met balkon in Jugendstil | Gebouw                   | eerste helft 19e eeuw                          |                            | Kalverstraat 119   | 52° 22' 10" NB, 4° 53' 28" OL | 2125   | Pand met gevel onder lijst met balkon in Jugendstil |
| Pand met gevel met hoeklisenen, onder rechte lijst | Gebouw                   | laatste kwart 18e / eerste kwart 19e eeuw ?)   |                            | Kalverstraat 121   | 52° 22' 9" NB, 4° 53' 28" OL  | 2126   | Meer afbeeldingen |
| Hoekhuis met voorgevel onder rijk gesneden rechte lijst met consoles. Opmerkelijke zijgevel uit de bouwtijd, ten dele overgebouwd op gesneden puibalk en dito balkkoppen; tweelichten    | Gebouw                   | 17e/18e eeuw                                   |                            | Kalverstraat 123   | 52° 22' 9" NB, 4° 53' 28" OL  | 2127   | Meer afbeeldingen |
| Pand met gevel onder gezwenkte lijstvormige zandstenen top met borstbeelden op de hoeken                                                                                                 | Gebouw                   | tweede kwart 18e eeuw                          |                            | Kalverstraat 10    | 52° 22' 20" NB, 4° 53' 31" OL | 2138   | Meer afbeeldingen |
| Pand met gevel onder verhoogde gesneden lijst met consoles | Gebouw                   | eerste helft 18e eeuw                          |                            | Kalverstraat 12    | 52° 22' 20" NB, 4° 53' 31" OL | 2139   | Meer afbeeldingen |
| Pand met gepleisterde halsgevel; bovenste helft van de top verdwenen | Gebouw                   | ca. 1725)                                      |                            | Kalverstraat 14    | 52° 22' 20" NB, 4° 53' 30" OL | 2140   | Meer afbeeldingen |
| Pand met halsgevel | Werk-woonhuis            | eerste helft 18e eeuw                          |                            | Kalverstraat 36    | 52° 22' 18" NB, 4° 53' 31" OL | 2141   | Pand met halsgevel |
| Pand met halsgevel | Werk-woonhuis            | eerste kwart 18e eeuw                          |                            | Kalverstraat 38    | 52° 22' 18" NB, 4° 53' 31" OL | 2143   | Upload foto |
| Pand met gevel onder rechte lijst | Gebouw                   | derde kwart 19e eeuw                           |                            | Kalverstraat 40H   | 52° 22' 18" NB, 4° 53' 31" OL | 2144   | Upload foto |
| Pand met gevel onder rechte lijst met twee hijsbalken | Gebouw                   | eerste helft 19e eeuw                          |                            | Kalverstraat 54    | 52° 22' 17" NB, 4° 53' 31" OL | 2145   | Upload foto |
| Pand met klokgevel | Gebouw                   | ca. 1750                                       |                            | Kalverstraat 56    | 52° 22' 17" NB, 4° 53' 31" OL | 2146   | Upload foto |
| De Papegaai | Kerk en kerkonderdeel    | 1848                                           |                            | Kalverstraat 58    | 52° 22' 16" NB, 4° 53' 30" OL | 2147   | Meer afbeeldingen |
| Pand met klokgevel met festoenen op de zijkanten en een schelp in het gebogen fronton | Gebouw                   | derde of vierde kwart kwart 17e eeuw           |                            | Kalverstraat 64    | 52° 22' 16" NB, 4° 53' 30" OL | 2148   | Meer afbeeldingen |
| Hoekhuis onder schilddak, met omlopende triglyfenlijst | Gebouw                   | eerste kwart 18e eeuw                          |                            | Kalverstraat 78    | 52° 22' 15" NB, 4° 53' 30" OL | 2149   | Meer afbeeldingen |
| Pand met tweeling-klokgevel | Gebouw                   | ca. 1750                                       |                            | Kalverstraat 80    | 52° 22' 14" NB, 4° 53' 30" OL | 2150   | Meer afbeeldingen |
| Pand met gevel onder rechte lijst met dakkapel | Gebouw                   | eerste helft 19e eeuw                          |                            | Kalverstraat 86    | 52° 22' 14" NB, 4° 53' 30" OL | 2151   | Meer afbeeldingen |
| Hoekhuis en zijgevel waarin nis met weesjongen, afkomstig uit de voorgevel | Gebouw                   | eerste kwart 17e                               |                            | Kalverstraat 90    | 52° 22' 14" NB, 4° 53' 29" OL | 2152   | Meer afbeeldingen |
| Hoekhuis met halsgevel met gedeelde vleugelstukken en schelp in de afdekking. Vormt groep met nrs 96 en 98                                                                               | Werk-woonhuis            |                                                |                            | Kalverstraat 94    | 52° 22' 13" NB, 4° 53' 29" OL | 2153   | Meer afbeeldingen |
| Pand met halsgevel met gedeelde vleugelstukken en schelp in de afdekking. Vormt groep met nrs 94 en 98                                                                                   | Gebouw                   |                                                |                            | Kalverstraat 96    | 52° 22' 13" NB, 4° 53' 29" OL | 2154   | Meer afbeeldingen |
| Pand met halsgevel met gedeelde vleugelstukken en schelp in de afdekking. Vormt groep met nrs 94 en 96                                                                                   | Gebouw                   |                                                |                            | Kalverstraat 98    | 52° 22' 13" NB, 4° 53' 29" OL | 2155   | Meer afbeeldingen |
| Pand met halsgevel met wapen van Amsterdam in de afdekking en twee oeils-de-boeuf. Vormt groep met nrs 102 en 104. (Op gezamenlijke moderne pui met nrs 102, 104 en 106)                 | Werk-woonhuis            | derde kwart 17e eeuw                           |                            | Kalverstraat 100   | 52° 22' 13" NB, 4° 53' 29" OL | 2156   | Meer afbeeldingen |
| Pand met halsgevel met wapen van Amsterdam in de afdekking en twee oeils-de-boeuf. Vormt groep met nrs 100 en 104. (Op gezamenlijke moderne pui met nrs 100, 104 en 106)                 | Werk-woonhuis            | derde kwart 17e eeuw                           |                            | Kalverstraat 100   | 52° 22' 13" NB, 4° 53' 29" OL | 2157   | Meer afbeeldingen |
| Pand met halsgevel met wapen van Amsterdam in de afdekking en twee oeils-de-boeuf. Vormt groep met nrs 100 en 102. (Op gezamenlijke moderne pui met nrs 100, 102 en 106)                 | Bedrijfs-,fabriekswoning | derde kwart 17e eeuw                           |                            | Kalverstraat 100   | 52° 22' 13" NB, 4° 53' 29" OL | 2158   | Meer afbeeldingen |
| Pand met gevel met eerste verdieping van het "type met grote blokken", tweede verdieping en ingezwenkte hals onder rollagen en toplijstje. Op de verdiepingen goede late roedenverdeling | Werk-woonhuis            | 17e/18e/19e eeuw                               |                            | Kalverstraat 108   | 52° 22' 12" NB, 4° 53' 29" OL | 2159   | Meer afbeeldingen |
| Pand met pilastergevel waarvan de top in recente lijst is afgeknot tot attiekverdieping. Vensterfrontons en festoen                                                                      | Gebouw                   | tweede kwart 17e eeuw                          |                            | Kalverstraat 114   | 52° 22' 12" NB, 4° 53' 28" OL | 2160   | Pand met pilastergevel waarvan de top in recente lijst is afgeknot tot attiekverdieping. Vensterfrontons en festoen                                               |
| Pand met gevel onder rechte lijst met triglyfen en klossen | Gebouw                   | ca. 1800                                       |                            | Kalverstraat 124   | 52° 22' 11" NB, 4° 53' 28" OL | 2161   | Pand met gevel onder rechte lijst met triglyfen en klossen |
| Pand, vanwege de zandstenen onderdelen van de klokvormige topgevel | Gebouw                   | derde kwart 18e eeuw                           |                            | Kalverstraat 136   | 52° 22' 10" NB, 4° 53' 27" OL | 2162   | Meer afbeeldingen |
| Hoekhuis met halsgevel met gedeelde vleugelstukken en hoekvazen. In de incomplete afdekking                                                                                              | Gebouw                   | 1725                                           |                            | Kalverstraat 138   | 52° 22' 9" NB, 4° 53' 27" OL  | 2163   | Meer afbeeldingen |
| Pand met gepleisterde gevel met rechte lijst | Gebouw                   | 18e eeuw (kerk) tweede helft 19e eeuw (gevel)  |                            | Kalverstraat 146   | 52° 22' 9" NB, 4° 53' 27" OL  | 2164   | Upload foto |
| Juwelierswinkel | Winkel                   | 1915-1917                                      | Hendrik Wijdeveld          | Kalverstraat 1     | 52° 22' 21" NB, 4° 53' 32" OL | 518431 | Meer afbeeldingen |
| Pand met ingezwenkte halsgevel met liggende koe op de afdekking | Gebouw                   | ca. 1750                                       |                            | Kalverstraat 143   | 52° 22' 8" NB, 4° 53' 28" OL  | 2128   | Meer afbeeldingen |
| Pand met ingezwenkte halsgevel | Gebouw                   | derde kwart 18e eeuw                           |                            | Kalverstraat 145   | 52° 22' 8" NB, 4° 53' 28" OL  | 2129   | Meer afbeeldingen |
| Pand met gevel onder rechte lijst | Gebouw                   | 18e eeuw of eerste helft 19e eeuw              |                            | Kalverstraat 147   | 52° 22' 8" NB, 4° 53' 28" OL  | 2130   | Meer afbeeldingen |
| Pand met gevel onder rechte lijst | Gebouw                   | eerste helft 18e eeuw of eerste helft 19e eeuw |                            | Kalverstraat 171   | 52° 22' 6" NB, 4° 53' 29" OL  | 2131   | Meer afbeeldingen |
| Pand met gevel onder vernieuwde, in het midden verhoogde lijst met neorenaissance-consoles                                                                                               | Gebouw                   | 18e/19e eeuw                                   |                            | Kalverstraat 173   | 52° 22' 6" NB, 4° 53' 30" OL  | 2132   | Meer afbeeldingen |
| Pand met rechte lijst. Zeer verbouwd en van een nieuw dak voorzien huis | Gebouw                   | 18e/19e/20e eeuw                               |                            | Kalverstraat 179   | 52° 22' 5" NB, 4° 53' 30" OL  | 2133   | Pand met rechte lijst. Zeer verbouwd en van een nieuw dak voorzien huis                                                                                           |
| Pand met gevel onder bijzondere, grote zandstenen top in de vorm van een halsgevel met gedeelde vleugelstukken, volutenafdekking en ornament om het zoldervenster                        | Gebouw                   | tweede kwart 18e eeuw                          |                            | Kalverstraat 181   | 52° 22' 5" NB, 4° 53' 30" OL  | 2134   | Pand met gevel onder bijzondere, grote zandstenen top in de vorm van een halsgevel met gedeelde vleugelstukken, volutenafdekking en ornament om het zoldervenster |
| Pand met gevel onder rechte lijst | Gebouw                   | eerste helft 19e eeuw                          |                            | Kalverstraat 189   | 52° 22' 4" NB, 4° 53' 32" OL  | 2135   | Pand met gevel onder rechte lijst |
| Pand met gevel onder rechte lijst | Gebouw                   | eerste helft 19e eeuw                          |                            | Kalverstraat 191   | 52° 22' 4" NB, 4° 53' 32" OL  | 2136   | Upload foto |
| Pand met halsgevel met gedeelde vleugelstukken en ornament in de volutenafdekking | Gebouw                   | tweede kwart 18e eeuw                          |                            | Kalverstraat 199   | 52° 22' 4" NB, 4° 53' 32" OL  | 2137   | Pand met halsgevel met gedeelde vleugelstukken en ornament in de volutenafdekking                                                                                 |
| Pand met gepleisterde halsgevel met vleugelstukken van ongewoon type en het jaartal in de afdekking                                                                                      | Gebouw                   | 1731                                           |                            | Kalverstraat 150   | 52° 22' 8" NB, 4° 53' 27" OL  | 2165   | Meer afbeeldingen |
| Winkelpand in neo-Venetiaanse renaissancestijl | Gebouw                   | 1885                                           | H.P.Berlage en Tj.Sanders  | Kalverstraat 152   | 52° 22' 8" NB, 4° 53' 28" OL  | 2166   | Meer afbeeldingen |
| Pand met halsgevel met gedeelde vleugelstukken | Gebouw                   | eerste of tweede kwart 18e eeuw                |                            | Kalverstraat 154   | 52° 22' 7" NB, 4° 53' 28" OL  | 2167   | Meer afbeeldingen |
| Pand met halsgevel met gedeelde vleugelstukken en een paard in de afdekking | Gebouw                   | eerste of tweede kwart 18e eeuw                |                            | Kalverstraat 156   | 52° 22' 7" NB, 4° 53' 28" OL  | 2168   | Meer afbeeldingen |
| Pand met gevel onder rechte klossenlijst met dakkapel | Gebouw                   | eerste kwart 19e eeuw                          |                            | Kalverstraat 158   | 52° 22' 7" NB, 4° 53' 28" OL  | 2169   | Meer afbeeldingen |
| Pand met halsgevel met vleugelstukken van het 'type met doorboorde bloem' en een wapenschild in de afdekking                                                                             | Gebouw                   | eerste kwart 18e eeuw                          |                            | Kalverstraat 162   | 52° 22' 7" NB, 4° 53' 28" OL  | 2170   | Meer afbeeldingen |
| Pand met zeer smalle gevel onder rechte lijst met console-achtige triglyfen en twee hijsbalken empire roedenverdeling                                                                    | Gebouw                   | laatste kwart 18e eeuw                         |                            | Kalverstraat 164   | 52° 22' 7" NB, 4° 53' 28" OL  | 2171   | Meer afbeeldingen |
| Pand met gevel onder in het midden verhoogde lijst | Gebouw                   | tweede kwart 18e eeuw                          |                            | Kalverstraat 170   | 52° 22' 6" NB, 4° 53' 28" OL  | 2172   | Upload foto |
| Pand met gevel onder rechte triglyfenlijst waarin een gesneden boom | Gebouw                   | mogelijk derde kwart 18e eeuw                  |                            | Kalverstraat 170/1 | 52° 22' 6" NB, 4° 53' 28" OL  | 2173   | Upload foto |
| Pand met gevel onder rechte lijst met consoles | Gebouw                   | tweede kwart 18e eeuw                          |                            | Kalverstraat 172   | 52° 22' 6" NB, 4° 53' 29" OL  | 2174   | Meer afbeeldingen |
| Pand met gevel waarvan de top begin | Winkel                   | 17e/19e eeuw                                   |                            | Kalverstraat 176   | 52° 22' 6" NB, 4° 53' 29" OL  | 2175   | Pand met gevel waarvan de top begin |
| Pand met gevel onder rechte lijst met triglyfen en fronton en een in een leeuwekop eindigende hijsbalk                                                                                   | Gebouw                   | laatste kwart 18e eeuw                         |                            | Kalverstraat 180   | 52° 22' 5" NB, 4° 53' 29" OL  | 2176   | Pand met gevel onder rechte lijst met triglyfen en fronton en een in een leeuwekop eindigende hijsbalk                                                            |
| Pand met gevel onder rechte lijst met - ten dele gladde gebogen - triglyfen | Gebouw                   | mogelijk eerste helft 18e eeuw                 |                            | Kalverstraat 184   | 52° 22' 5" NB, 4° 53' 29" OL  | 2177   | Pand met gevel onder rechte lijst met - ten dele gladde gebogen - triglyfen                                                                                       |
| Pand met gevel onder rechte lijst met - ten dele gladde gebogen - triglyfen | Gebouw                   | mogelijk eerste helft 18e eeuw                 |                            | Kalverstraat 186   | 52° 22' 5" NB, 4° 53' 29" OL  | 2178   | Upload foto |
| Hoekpand met gevel onder rechte lijst - met ten dele gladde gebogen - triglyfen | Gebouw                   | mogelijk eerste helft 18e eeuw                 |                            | Kalverstraat 188   | 52° 22' 5" NB, 4° 53' 29" OL  | 2179   | Upload foto |
| Aardig gecomponeerd hoekpand in neogotische en renaissance vormen, met twee trapgevels, een beeld onder baldakijn, een gebeeldhouwd fries en een torentje                                | Gebouw                   | 1891                                           |                            | Kalverstraat 190   | 52° 22' 4" NB, 4° 53' 30" OL  | 2180   | Meer afbeeldingen |
| Pand met gevel onder rechte lijst | Gebouw                   | eerste helft 19e eeuw                          |                            | Kalverstraat 194   | 52° 22' 4" NB, 4° 53' 30" OL  | 2181   | Upload foto |
| Pand met halsgevel met gedeelde vleugelstukken van uitzonderlijk type en ornament in de afdekking                                                                                        | Gebouw                   | ca. 1725                                       |                            | Kalverstraat 202   | 52° 22' 4" NB, 4° 53' 31" OL  | 2182   | Meer afbeeldingen |
| Pand met halsgevel met gedeelde vleugelstukken van uitzonderlijk type en ornament in de afdekking                                                                                        | Gebouw                   | ca. 1725                                       |                            | Kalverstraat 204   | 52° 22' 4" NB, 4° 53' 31" OL  | 2183   | Meer afbeeldingen |
| Pand met gevel waarvan de bekroning is gebracht in de vorm van een ingezwenkte hals onder rollagen en afdeklijst                                                                         | Gebouw                   | 18e/19e eeuw                                   |                            | Kalverstraat 206   | 52° 22' 4" NB, 4° 53' 31" OL  | 2184   | Meer afbeeldingen |
| Pand met ingezwenkte halsgevel | Gebouw                   | derde kwart 18e eeuw                           |                            | Kalverstraat 208   | 52° 22' 3" NB, 4° 53' 31" OL  | 2185   | Meer afbeeldingen |
| Pand met gepleisterde ingezwenkte halsgevel | Gebouw                   | derde kwart 18e eeuw                           |                            | Kalverstraat 210   | 52° 22' 3" NB, 4° 53' 32" OL  | 2186   | Pand met gepleisterde ingezwenkte halsgevel |
| Winkel in een mengeling van neogotiek en neorenaissance | Winkel                   | 1892-1893                                      | G. van Arkel en W. Wilkens | Kalverstraat 200   | 52° 22' 4" NB, 4° 53' 30" OL  | 518432 | Meer afbeeldingen |